# عدد باند
عدد باند(به انگلیسی: Bond number یا Eötvös number) عددی بی بعد است که در مکانیک سیالات به نسبت بین نیروی درونی به تنش سطحی که در سطح بین مایع و گاز یا در سطح بین دو مایع غیرقابل حل عمل میکنند گفته می‌شود. طبق تعریف مقدار آن توسط رابطه زیر به دست میاید:
{\displaystyle {\rm {Bo}}={\frac {\rho aL^{2}}{\gamma }}}
در این عبارت {\displaystyle \rho } چگالی، {\displaystyle a} شتاب (معمولاً شتاب جاذبه) و {\displaystyle L} طول مشخصه و {\displaystyle \gamma } کشش سطحی میباشد.